# Brassempouyi vénusz

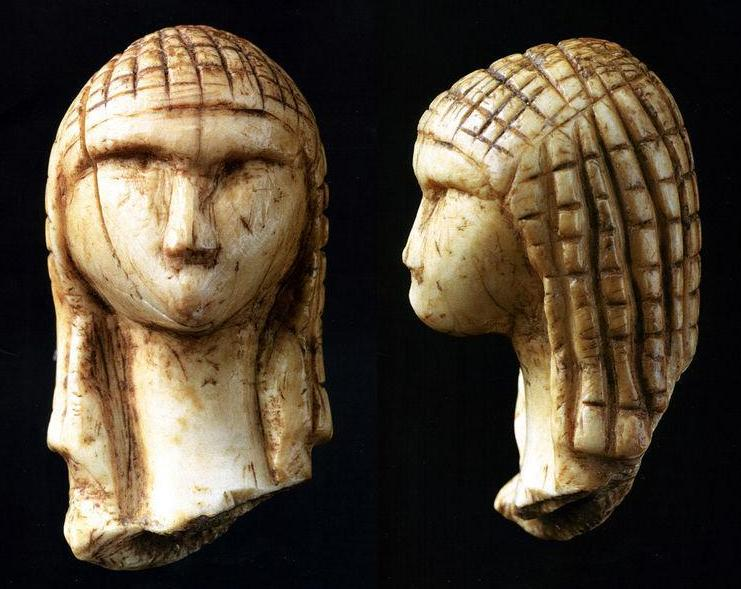
A brassempouyi szobortöredék

A brassempouyi vénusz vagy brassempouyi hölgy (franciául Dame de la Brassempouy) egy elefántcsont szobrocska töredéke. Kora körülbelül 25 000 év, ami az őskőkorszak utolsó szakaszának, a felső paleolitikumnak felel meg. Tipológiája és kora alapján a gravetti, magdaléni és a solutréi kultúrához sorolása is felmerült. Jelentősége nagy, hiszen ez a töredék az egyik legkorábbi ismert emberarc ábrázolás.

## Felfedezése
A töredéket 1892-ben a franciaországi Brassempouy városka közelében találták. A Galérie des Hyénes (Hiéna-galéria) és a Grotte du Pape (Pápa-barlang) már régóta ismert lelőhely volt. Az utóbbi barlangban találta de Laportie és Piette a brassempouyi hölgyet. A helyszínen már 1881-től folytak ásatások, és az akkori régészeti eljárásokkal teljesen feldúlták a barlang rétegeit, ezért is nehéz eldönteni a szobor pontos sztratigráfiai korát és a műveltséget, amelyből származik.

## Jellemzői
A szobor mamutcsontból készült, 3,65 cm magasságú, 1,9 cm széles és 2,2 cm az orra hegyétől a tarkóig. A fejet haj, paróka vagy csuklya borítja, ennek értelmezése még vitatott. Az arc kidolgozásában is a realisztikus ábrázolásra törekedett a művész, de az arc arányai egyetlen ismert fosszilis emberre sem hasonlítanak, ezért bizonyos fokig idealizáltnak kell tekinteni.
A fejen lévő hajszerű képlet hasonló a gravetti kultúrához tartozó willendorfi vénusz fején ábrázolthoz, ugyanakkor erősen eltér tőle abban, hogy az arc kidolgozott. Anyagukban is eltérnek. Ugyanez elmondható a többi közel egykorú vénuszfigurával összehasonlítva is.

## Kora
A szobor jelenleg elfogadott rétegtani datálása a késő gravetti (26 000–24 000 év) eszközkultúrát jelöli meg.

## Kiállítás
A brassompouyi hölgy jelenleg a francia Musée d'Archeologie Nationale Saint-Germain-en-Laye településen lévő kiállításán található, de nem állandóan megtekinthető, mivel a csont érzékeny a hőmérséklet, a páratartalom és a fény változásaira. Ezért csak időszakos kiállításokra helyezik ki.

## Külső hivatkozások
- Musée des Antiquités Nationales
- Brassempouy Museum
- Community of Brassempouy
- stamp
- Randall White, "The women of Brassempouy: A century of research and interpretation", Journal of Archaeological Method and Theory 13.4, December 2006:251ff PDF file.